# Pedro de Covilhão
Pedro de Covilhao (ur. ok. 1450 w Covilhã, zm. po 1520 w Etiopii) – portugalski podróżnik, rycerz i wysłannik króla.
Władał biegle językiem arabskim, znał kulturę i obyczaje muzułmańskich ludów basenu śródziemnomorskiego. W 1487 król portugalski Jan II Doskonały wysłał Covilhao oraz dworzanina Afonso de Paiva na wschód drogą lądową jako emisariuszy do legendarnego królestwa Księdza Jana. Wyposażony w instrukcje królewskie i w mapy, a także szczodrze zaopatrzony w środki finansowe Covilhao, wraz ze swym towarzyszem, przebrani za lewantyńskich kupców wyruszyli z Lizbony i dotarli do Aleksandrii. Stamtąd udali się karawaną przez Suez na półwysep Synaj nad Morzem Czerwonym, a następnie arabskimi statkami dopłynęli do Adenu. W Adenie umówili się, że Paiva skieruje się w stronę królestwa Księdza Jana, zaś Covilhao dopłynie do Indii. Spotkanie wyznaczyli sobie w Kairze. Zdołał on jako pierwszy Portugalczyk dotrzeć arabskim statkiem do Indii na 8 lat przed wyprawą Vasco da Gamy. Zwiedził nie tylko Kalikat, ale wiele innych portów wybrzeża Malabarskiego, gdzie Hindusi i muzułmanie uprawiali zyskowny handel z wieloma krajami Azji i Afryki. W drodze powrotnej do Egiptu odwiedził jeszcze Sofalę, na wschodnim wybrzeżu Afryki na południe od Mozambiku, gdzie istniała duża kupiecka kolonia arabska. Wreszcie na przełomie lat 1490/1491 znalazł się w Kairze ale swojego towarzysza Affonso de Paivy nie zastał. Jednak została mu przesłana potajemnie instrukcja króla Jana II nakazująca udanie się do Etiopii. Covilhao wysłał więc do Lizbony szczegółową relację z dotychczasowych podróży oraz mapę, sam zaś przyłączył się do pielgrzymów zmierzających do Mekki, a potem przez Morze Czerwone dotarł na wybrzeże afrykańskie i lądem podążył do Etiopii.
Gdy dotarł na miejsce na dworze negusa Aleksandra w 1491 bądź 1492 został przyjęty z należnymi honorami. Zastał tam kilku innych Europejczyków, od których dowiedział się, że Władcy Etiopii konsekwentnie przestrzegają polityki całkowitej izolacji od świata zewnętrznego. Wynikała z tego zasada, że każdy kto wkroczy na teren państwa, nie może go już nigdy opuścić. Kiedy po ponad dwudziestu latach w 1520 do Etiopii przybyło nowe poselstwo portugalskie, Pedro de Covilhao ciągle jeszcze co prawda żył i założył nawet rodzinę, lecz już nigdy nie powrócił do ojczyzny.
Ten królewski emisariusz był jednym z najwybitniejszych podróżników i odkrywców pod koniec wieków średnich. Jednak jego misja nie została uwieńczona sukcesem, gdyż przyniosła wynik ujemny. Covilhao przekonał się bowiem, że nie ma drogi lądowej do Indii (biorąc pod uwagę możliwości tamtych czasów), jest natomiast możliwość dotarcia do tego kraju opływając Afrykę. Pedro de Covilhao można uznać za pierwszego w dziejach prawdziwego odkrywcę Etiopii, jej kultury, religii i obyczajów. Jednak przekonał się. że Etiopia nie jest potężnym królestwem Księdza Jana, za jakie uważali ten kraj Europejczycy. Miała być sprzymierzeńcem w świętej wojnie z "niewiernymi", lecz była krajem biednym i zacofanym, który z trudem bronił swej niepodległości przed otaczającymi go ze wszech stron państwami muzułmańskimi.